# 刘炤
刘炤（1963年4月—），中华人民共和国政治人物，曾任国务院法制办公室党组成员、副主任，中华人民共和国司法部党组成员、副部长。现任中华人民共和国最高人民检察院党组成员、中央纪委国家监委驻最高人民检察院纪检监察组组长。

## 简历
1984年，从北京大学法律系经济法专业毕业后，到国务院办公厅法制局工作，1990年12月至1991年12月公派赴英国巴斯大学学习。
1996年8月，任国务院法制局财政金融法制司副处长、处长。2001年1月，任国务院法制办公室财政金融法制司副司长。2005年3月，任金融法制司司长。2011年3月，到山东省聊城市挂职，担任中共聊城市委常委、副市长。2012年8月，回到国务院法制办公室，任秘书行政司（研究司、人事司）司长。2016年12月，升任国务院法制办公室党组成员、副主任。
2018年3月，中华人民共和国司法部与国务院法制办公室重组，任司法部党组成员、副部长。
2022年7月，转任中华人民共和国最高人民检察院党组成员、中央纪委国家监委驻最高人民检察院纪检监察组组长。